# Uredinales
Gli Uredinales o Uredinali sono un ordine di funghi Basidiomiceti.
Sono funghi microscopici più conosciuti con il nome comune di ruggini.

## Ciclo vitale

### Fase spermogonica
Il ciclo vitale delle Uredinales è alquanto complesso: dalle teleutospore, che si formano nei teleutosori, in primavera, germinano i basidi da cui prendono forma le basidiospore. Queste sviluppano un micelio primario, il quale attraversa l'epidermide dell'ospite, determinando sulle sue foglie superiormente dei punti neri (detti spermogoni) ed in corrispondenza della pagina inferiore pustole gialle dette ecidi. Gli spermogoni, corpiccioli in forma di fiasco, contengono piccoli spermazi unisessuali, portati da esili filamenti e frammisti ad ife ricettive, anch'esse unisessuali.

### Fase ecidiosporica
Grazie agli insetti che passano da uno spermogonio all'altro, spermazi di un sesso vengono a contatto con ife ricettive del sesso opposto, i loro nuclei attraverso gli organi ricettivi possono raggiungere gli ecidi che divengono binucleati e danno origine alle ecidiospore, le quali germinano un micelio binucleato che penetra nei tessuti dell'ospite determinando a sua volta delle pustole lineari, gli uredosori, costituiti dalle uredospore, con le quali il ciclo si chiude.

### Considerazioni finali
Non sempre il ciclo vitale delle ruggini è così completo: molte mancano di alcune forme di fruttificazione oppure di esse non si conosce ancora qualche forma, specie quella teleutosporica, più difficile da individuare. 
Fatto comune è invece un'alternanza di ospite per cui la forma spermogonico-ecidiosporica si attua su un ospite e quella uredo-teleutosporica su un altro ospite e sono le basidiospore e le ecidiospore quelle che producono l'infezione su piante diverse da quelle in cui si sviluppano.